# أمرس (سيدي موسى الحمري)
أمرس هو دُوَّار يقع بجماعة سيدي موسى الحمري، إقليم تارودانت، جهة سوس ماسة في المملكة المغربية. ينتمي الدوّار لمشيخة سيدي موسى الحمري التي تضم 19 دوار. يقدر عدد سكانه بـ 496 نسمة حسب الإحصاء الرسمي للسكان والسكنى لسنة 2004.

## روابط خارجية
- البوابة الوطنية للجماعات الترابية
- المندوبية السامية للتخطيط